# Годень (комуна)
Годень, Годені (рум. Godeni) — комуна у повіті Арджеш в Румунії. До складу комуни входять такі села (дані про населення за 2002 рік):
- Годень (1086 осіб)
- Капу-Піскулуй (1117 осіб)
- Котешть (809 осіб)
- Малу (365 осіб)

Комуна розташована на відстані 124 км на північний захід від Бухареста, 41 км на північ від Пітешть, 136 км на північний схід від Крайови, 68 км на південний захід від Брашова.

## Населення
За даними перепису населення 2002 року у комуні проживали 3377 осіб, усі — румуни. Усі жителі комуни рідною мовою назвали румунську.
Склад населення комуни за віросповіданням:
| Релігія        | Кількість осіб | Відсоток |
| -------------- | -------------- | -------- |
| православні    | 3231           | 95,7%    |
| лютерани       | 111            | 3,3%     |
| п'ятдесятники  | 12             | 0,4%     |
| бретрени       | 12             | 0,4%     |
| не релігійні   | 3              | 0,1%     |
| греко-католики | 1              | < 0,1%   |